# بانک میزراهی-تفاهوت

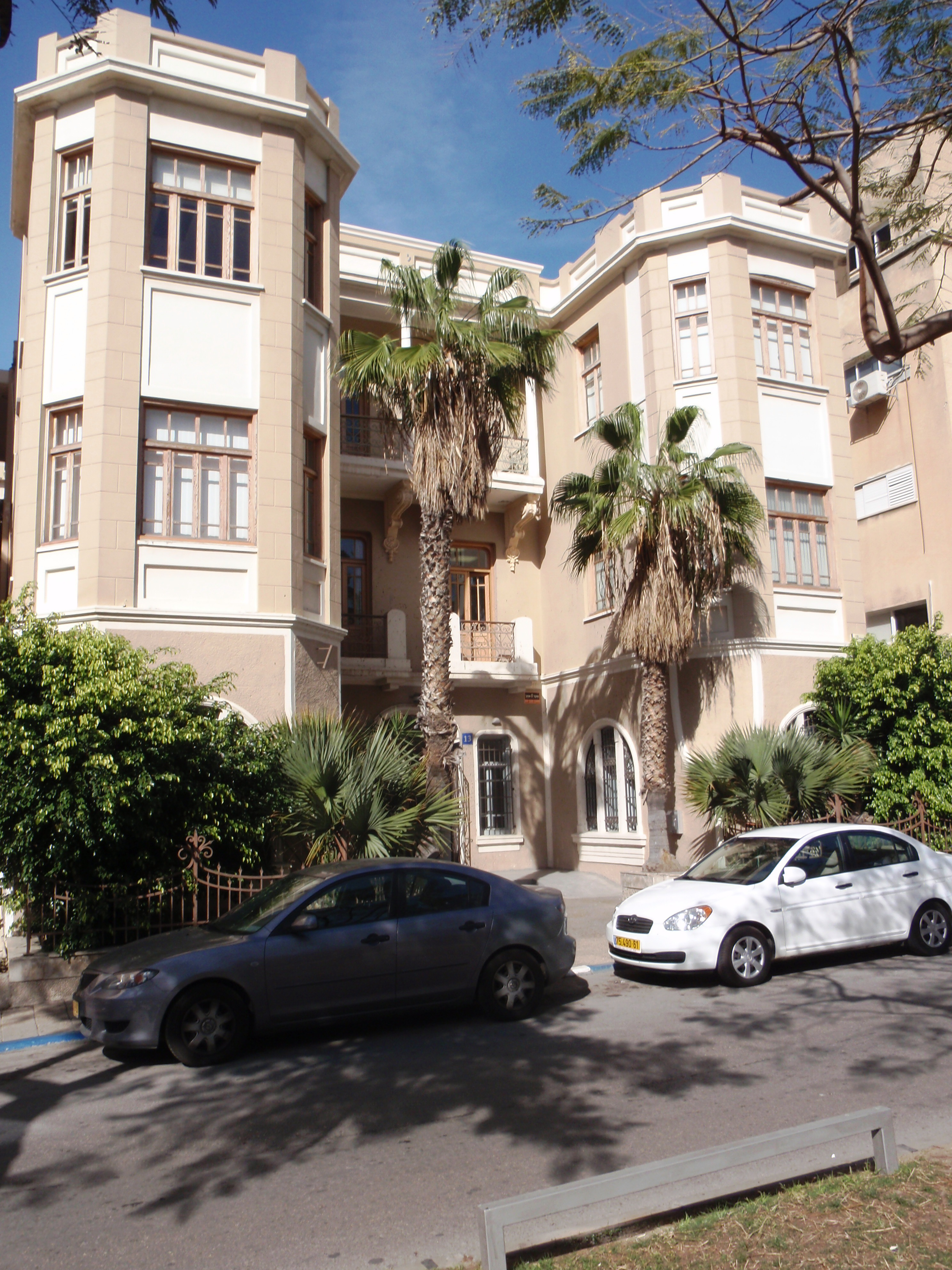
ساختمان مرکزی بانک میزراهی-تفاهوت در بلوار روتشیلد، شهر رمت گن

بانک میزراهی-تفاهوت (به انگلیسی: Bank Mizrahi-Tefahot) شرکت خدمات مالی و بانکداری اسرائیلی است، که در زمینه ارائه خدمات بانکداری خرد، بانکداری اختصاصی، بانکداری شرکتی، بانکداری سرمایه‌گذاری و مدیریت سرمایه‌گذاری فعالیت می‌کند.
بانک میزراهی-تفاهوت در سال ۱۹۲۳ تأسیس شد و در حال حاضر به‌عنوان چهارمین بانک بزرگ در کشور اسرائیل شناخته می‌شود. شعبه مرکزی این بانک در شهر رمت گن، اسرائیل قرار دارد و بخشی از سهام آن در بازار بورس تل‌آویو معامله می‌شود.